# In morte di Federico Fellini
In morte di Federico Fellini è un film documentario del 1993 diretto da Sergio Zavoli e prodotto dall'Istituto Luce. Il film documenta le reazioni alla morte e ai funerali di Federico Fellini.

## Trama
Il film comincia con una citazione dal film felliniano Intervista, in cui si vede Fellini dare indicazioni ai suoi colleghi:
Ecco il 5, è bellissimo da quassù! Vediamo anche l'acquedotto, e la tuscolana!»

## Produzione
Federico Fellini muore il 31 ottobre del 1993, cinquant'anni e un giorno dopo il suo matrimonio con Giulietta Masina. In occasione dei suoi funerali Sergio Zavoli gira delle riprese che monterà insieme a materiale d'archivio.

## Colonna sonora
Le musiche contenute nel documentario sono state prese dall'archivio delle colonne sonore dell'amico e collega di sempre di Fellini, Nino Rota. Queste maggiormente sono estratte da Il Casanova di Federico Fellini, girato nel 1976 e avente da tema portante la melanconica Pin Penin.

## Distribuzione
Il film è visibile nel sito dell'archivio dell'Istituto Luce e su Youtube.